# 阿維奧銀行
阿維奧銀行（西班牙語：Banco de Avío）是墨西哥一間已倒閉的銀行，是墨西哥獨立戰爭後首間國家銀行，由墨西哥總統安納斯塔西奧·布斯塔曼特在任時的外交部長盧卡斯·阿拉曼支持創建，創建於1830年10月16日。阿維奧銀行成立的主要目的是為國內的棉紡織業提供借貸以從歐洲購買機械，期間令墨西哥境內的紡紗廠的紗錠按平均數計算高於美國。直到1841年獨裁者安東尼奧·羅培茲·德·聖塔·安那上台，他勒令銀行結業。